# ウィリアム・ベイトソン
ウィリアム・ベイトソン（William Bateson, 1861年8月8日 - 1926年2月8日）は、イギリスの遺伝学者。メンデルの法則を英語圏の研究者に紹介し、その普及の先頭に立った人物である。英語で遺伝学を意味する "genetics" という語を考案したことでも有名。ベイトソンはベートソン、ベーツソン、ベイツスンなどの表記揺れがある。
人類学者グレゴリー・ベイトソンは息子である。ウィリアムのいとこの孫パトリック・ベイトソンは進化生物学者。

## 来歴
1861年にイングランドのウィットビーに生まれる。ラグビー校から1878年にケンブリッジ大学セント・ジョンズ・カレッジに入学する。大学在籍中に中央アジアのステップ地域を旅行し、環境が生物の形質にどのように影響するのかを調査した。
1894年にはその調査をもとに"Materials for the study of variation"を著し、種の変異の不連続性を主張し、自然淘汰による漸進的な進化を主張するダーウィンの自然選択説に反対の立場をとった。 また、彼はハチの触角が肢に変化した例やイセエビの眼が触角に変化した例などをあげており、体構造の一部が類似の構造に転換するそれらの現象を「ホメオーシス」と名づけた。これは1970年代にホメオボックスとして復活し、分子遺伝学の分野で研究されている。 同年王立協会フェロー選出。
1900年にオランダのユーゴー・ド・フリースの論文とメンデルの論文を読んだベイトソンは「メンデルの法則」の重要性を悟り、1902年にメンデルの論文を英語に翻訳し、以後メンデルの法則の強力な弁護者となった。そのため英語圏ではド・フリースをはじめとする三人の再発見者よりも「再発見者」として有名である。
ベイトソンは今日でも使用されている遺伝に関する様々な造語をつくったことでも知られている。そのなかでも特に有名な「genetics」はアダム・セジウィックへの1905年4月18日付の私信で最初に使用されている。"allelomorphs" (短縮されてallele、対立遺伝子)、 "zygote"（接合子）、 "heterozygote"（ヘテロ接合型）、"homozygote"（ホモ接合型）なども彼の造語である。また"gene"（遺伝子）という言葉もウィルヘルム・ヨハンセンが1909年に提唱する3年前、1906年の第3回国際遺伝学会議で使用していた。
1908年、ケンブリッジ大学の遺伝学教授に就任。1910年にレジナルド・パネットとともに遺伝的連鎖を発見。同年、パネットとともに"The Journal of Genetics"を創刊した。
ベイトソンはメンデルの法則を強力に擁護する一方で、ウォルター・S・サットンの染色体説には懐疑的だった。彼は、結局1922年にトーマス・ハント・モーガンのショウジョウバエの研究室を訪れるまで反対の立場をとった。

## 受賞歴
- 1904年 ダーウィン・メダル
- 1920年 ロイヤル・メダル、クルーニアン・メダル